# Poul Rudi
Poul Rudiander Jensen (født 11. juli 1930, død 2. juni 2025) var en dansk sanger, der bedst er kendt for at have været med i Four Jacks i perioden 1955–64, sammen med Otto Brandenburg, John Mogensen og Bent Werther.
I 1973 udvandrede han til USA og fik job i en møbelforretning, og arbejdede senere som mælkemand i San Diego, og efter sin skilsmisse (1977) i et investeringsfirma. Siden har han boet og arbejdet i USA.
Poul Rudi har to døtre (Ayoe og Kira) med sin danske kone Sally, som han blev gift med i 1960 og skilt fra i 1977. Efterfølgende giftede han sig med sin amerikanske kone, Anette.
I 2016 udtalte tidligere Four Jacks-sanger James Rasmussen, at Poul Rudi "enten er død eller er kommet på plejehjem" i USA. Ifølge Rasmussen afbrød Poul Rudi kontakten med ham i 2015. Dog har de sidenhen genoptaget kontakten.